# 杨珺
杨珺（1988年4月28日—）， 北京出生，中国女子水球运动员，亦為中國國家女子水球隊成員，司職守門員。

## 簡歷
杨珺2003年開始进入天津女子水球队接受水球专业训练；至2005年，代表天津贏得全国女子水球锦标赛冠军，及後入选国家队。
2007年，杨珺出戰世界青年水球錦標賽，協助中國隊奪得亞軍，個人則當選賽事的最佳守門員。
2010年11月，杨珺代表中國出戰廣州亞運會女子水球比賽項目，奪得金牌。
2011年7月，杨珺代表中國出戰上海舉行的世界游泳錦標賽女子水球比賽項目，創下國家隊歷來最好的成績奪得銀牌。
2012年，杨珺代表中国出戰英國倫敦舉行的奥林匹克运动会女子水球比賽。
2014年9月，杨珺代表中國出戰韓國仁川舉行的亞運會水球比賽項目，協助球隊成功衛冕金牌。
2016年，杨珺代表中国出戰巴西里约热内卢舉行的奥林匹克运动会女子水球比賽。中国队最終获得第七名。

## 外部連結
- 中國體育代表團成員名錄 - 楊珺 （页面存档备份，存于）